# 12 Batalion Rozpoznawczy
12 Batalion Rozpoznawczy Ułanów Podolskich (12 br) – pododdział rozpoznawczy Wojsk Lądowych RP.

## Historia
W 1994 16 batalion rozpoznawczy został przemianowany na 12 batalion rozpoznawczy. Batalion stacjonował w garnizonie Szczecin, w koszarach przy ulicy Ku Słońcu 33. Wchodził w skład 12 Szczecińskiej Dywizji Zmechanizowanej.
21 grudnia 2010 odbyła się ceremonia pożegnania sztandaru, który został przekazany do Muzeum Wojska Polskiego w Warszawie. Batalion został rozformowany do 31 grudnia 2010.
22 lutego 2011 Minister Obrony Narodowej nadał 12 batalionowi dowodzenia w Szczecinie nazwę wyróżniającą "Ułanów Podolskich" oraz przekazał tej jednostce dziedzictwo tradycji m.in. 12 pułku Ułanów Podolskich i 12 batalionu rozpoznawczego Ułanów Podolskich.

## Tradycje batalionu

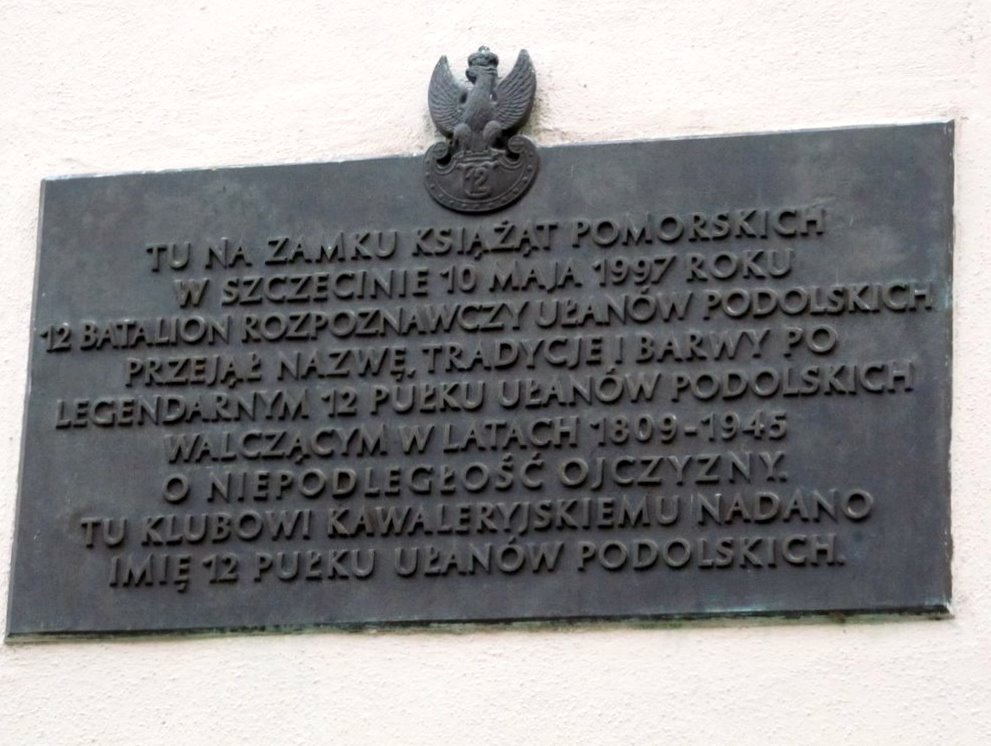
Tablica pamiątkowa

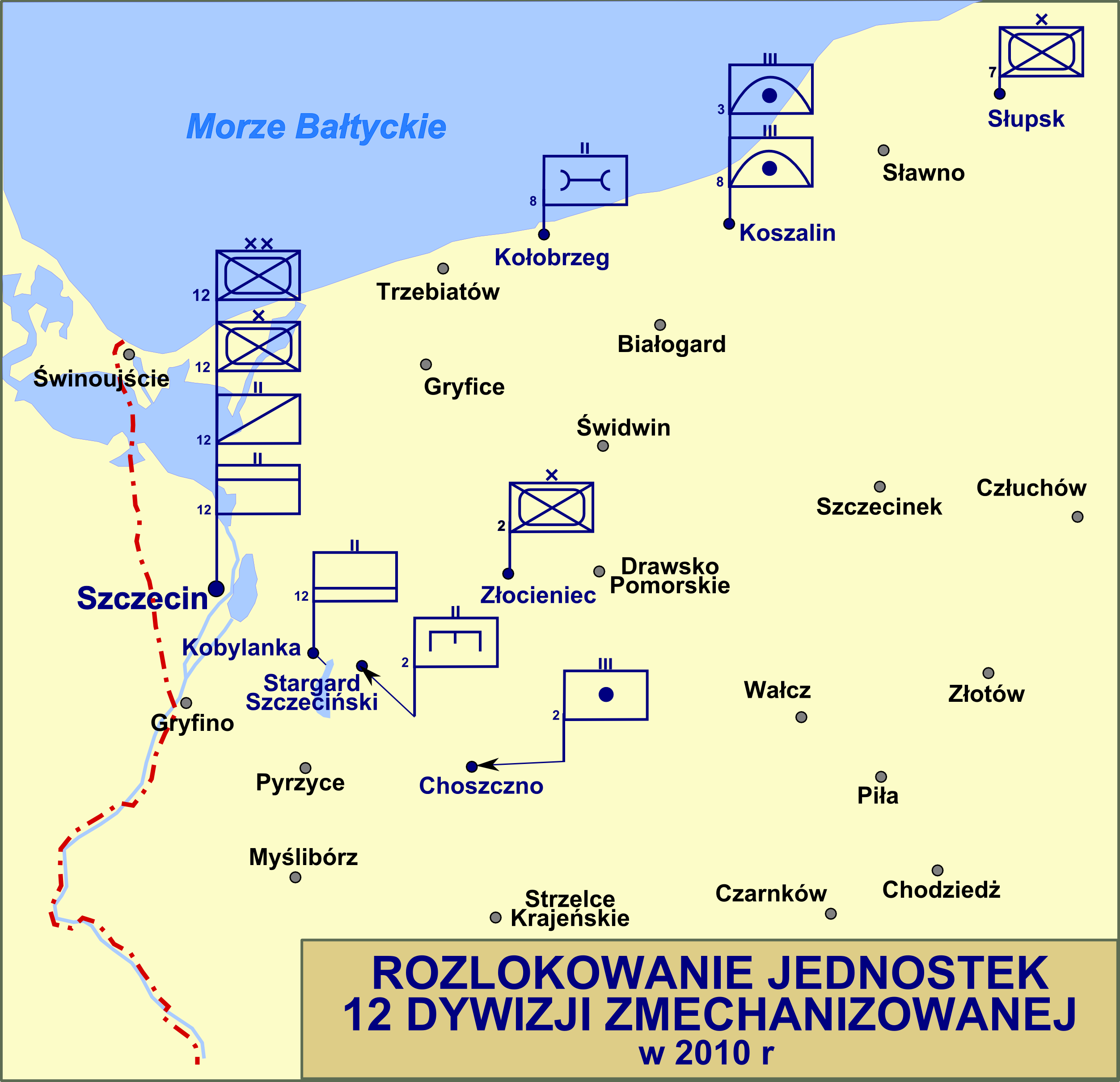
Rozlokowanie jednostek 12 DZ w 2010 r

Batalion przejął tradycje po następujących jednostkach:
- 12 Pułku Ułanów Księstwa Warszawskiego 1809-1812
- 12 Pułku Ułanów 1831
- 1 Chorągwi Kirasjerów Polskich 1917
- 7 Pułku Ułanów (III Korpus Polski) 1918-1919
- 12 Pułku Ułanów Podolskich 1919-1947
- 1 Szwadronu 12 Pułku Ułanów Podolskich AK 1940-1944
- 2 Szwadronu 12 Pułku Ułanów Podolskich AK 1941-1944
- 16 Batalionu Rozpoznawczego 1955-1961
- 56 Kompanii Specjalnej 1961-1967
- 16 Batalionu Rozpoznawczego 1967-1994

## Struktura
- Dowództwo
- Sztab
- Pion Głównego Księgowego
- pluton dowodzenia
- Logistyka
- pluton zaopatrzenia
- pluton remontowy
- pluton medyczny
- 1 kompania rozpoznawcza
- 2 kompania rozpoznawcza
- 3 kompania rozpoznawcza

## Sprzęt
- opancerzony samochód rozpoznawczy BRDM-2/BRDM-2 M96/M97
- bojowy wóz rozpoznawczy BWR-1D
- pojazd czterokołowy Honda TRX 300
- pojazd czterokołowy Honda Arctic
- samochód osobowo-terenowy Honker
- samochód ciężarowo-terenowy Star 266

## Dowódcy batalionu
- mjr dypl. Zbigniew Roszak (1995-2000)
- ppłk dypl. Sławomir Dudczak (2000-2006)
- ppłk dypl. Tomasz Wołk (2006-2010)
- mjr Krzysztof Kiszczeński (p.o. 2010)
- kpt Szymon Łukaszewski (p.o. 2010)
- ppłk Jarosław Dudkiewicz (2010 31 XII 2011)